# Félix Lope de Vega
Félix Lope de Vega y Carpio (Madrid, 25 de Novembro de 1562 – Madrid, 27 de Agosto de 1635) foi um dramaturgo, novelista e poeta espanhol, conhecido como um dos maiores nomes do Século de Ouro Espanhol (1492-1659) da literatura barroca. Miguel de Cervantes disse que Lope de Vega era "O Fénix de Engenhos" (Fénix de los ingenios) e "Monstro da Natureza" (Monstruo de naturaleza).
Lope de Vega renovou a vida literária do teatro espanhol quando se tornou cultura de massa, e com os dramaturgos Calderón de la Barca e Tirso de Molina definiu as características do teatro barroco espanhol com grande visão da condição humana. A produção literária de Lope de Vega inclui 3,000 sonetos, três romances, quatro novelas, nove poemas épicos, e aproximadamente 500 peças teatrais.
Pessoalmente e profissionalmente, Lope de Vega era amigo do escritor Francisco de Quevedo e arqui-inimigo do dramaturgo Juan Ruiz de Alarcón. O volume dos trabalhos literários produzidos por Lope de Vega rendeu-lhe a inveja dos seus contemporâneos, como Cervantes e Luis de Góngora y Argote, e admiração de Johann Wolfgang von Goethe por uma obra tão vasta e colorida. Lope de Vega era também amigo próximo de Sebastian Francisco de Medrano, fundador e presidente da Academia Poética de Madrid. Ele frequentaria a Academia de Medrano de 1616 a 1626, e a sua relação com Medrano é evidente no seu "El Laurel de Apolo" (1630) em silva VII.

## Biografia

### Juventude
Lope de Vega Carpio nasceu em Madrid, em Puerta de Guadalajara numa família de nativos do vale de Carriedo. O seu pai, Félix de Vega, foi um bordador. Pouco se sabe da sua mãe, Francisca Fernández Flores. Mais tarde ficou com o distinguido apelido 'Carpio' da sua avó materna, Catalina del Carpio.
Depois de uma breve estadia em Valladolid, o seu pai mudou-se para Madrid em 1561, talvez atraído pelas possibilidades da nova cidade capital. No entanto, Lope de Vega iria mais tarde afirmar que o seu pai chegou a Madrid por um caso de amor do qual a sua futura mãe o iria resgatar. Então o escritor tornou-se fruto desta reconciliação e deveu a sua existência aos mesmos ciúmes que mais tarde iria analisar tanto nos seus trabalhos dramáticos.
Era um menino prodígio: com cinco anos, segundo o seu amigo e biógrafo Pérez de Montalbán, já lia em castelhano e latim. Enquanto que ainda não sabia escrever, ele partilhava o seu pequeno-almoço com os rapazes mais velhos em troca de ajuda a escrever os seus versos. Com dez anos já fazia traduções do latim para o espanhol. Escreveu a sua primeira peça de teatro com 12 anos, alegadamente El verdadero amante, como iria mais tarde afirmar na dedicação do seu trabalho para o seu filho Lope, embora estas declarações são provavelmente exagerações.
O seu grande talento levou-o até à escola do poeta e músico Vicente Espinel em Madrid, para o qual ele mais tarde sempre se referiu com veneração.  Com 14 anos, começou a estudar com os jesuítas no Colégio Imperial de Madrid, do qual ele fugiu de participar numa expedição militar em Portugal. Depois da sua escapada, ele teve a grande fortuna de se acolhido sobre a proteção do bispo D. Jerônimo Manrique, que reconheceu o talento do rapaz e viu-o entrar na Universidade de Alcalá. Depois de se formar, Lope planeou seguir os passos do seu patrono e juntar-se ao sacerdócio, mas esses planos foram quebrados por se apaixonar e perceber que o celibato não era para ele. Assim ele falhou em obter um bacharelado e fez o que podia para viver como secretário para os aristocratas ou escrevendo peças.
Em 1583 Lope enlistou-se na Armada Espanhola e viu ação na Batalha de Ponta Delgada nos Açores, sob o comando do seu futuro amigo Álvaro de Bazán, cujo filho ele iria mais tarde dedicar uma peça.
Seguido disto, ele voltou para Madrid e começou a sua carreira como dramaturgo seriamente. Ele também começou um caso amoroso com Elena Osorio (a "Filis" dos seus poemas), que estava separada do marido, o ator Cristóbal Calderón, e era filha de um diretor principal de teatro. Quando, depois de alguns cinco anos do seu caso tórrido, Elena rejeitou Lope em favor a outro pretendente, os seus ataques vitriólicos nela e na sua família colocaram-no na prisão por difamação, e ultimamente, dando-lhe o castigo de oito anos de banimento da corte e dois anos de exílio de Castela.

### Exílio
Depois de difamar membros da sua família na sua escrita, Lope de Vega destemidamente foi para exílio. Ele levou Isabel de Alderete y Urbina de 16 anos, conhecido nos seus poemas pelo anagrama "Belisa", a filha do pintor da corte de Filipe II, Diego de Urbina. Os dois casaram-se sobre pressão da família dela a 10 de maio de 1588.
Poucas semanas depois, a 29 de maio, Lope inscreveu-se para outra viagem de serviço com a Marinha espanhola: isto era o verão de 1588,e a Invencível Armada ia velejar contra a Inglaterra. Era muito provável que o seu alistamento militar era a condição requerida pela família de Isabel, entusiasmada para se livrar de tal genro tão mal apresentado, para o desculpar por a ter levado embora.
A sorte de Lope serve-lhe bem outra vez, o seu navio, o San Juani, era um dos navios que chegaria a casa nos portos espanhóis no rescaldo da expedição falhada. De volta a Espanha por dezembro de 1588, ele ficou na cidade de Valência. Aí viveu com Isabel de Urbina e continuou a aperfeiçoar a sua fórmula dramática, participando regularmente na tertúlia conhecida como Academia de los nocturnos, na companhia de dramaturgos realizados como o cônego Francisco Agustín Tárrega, o secretário do Duque de Gandía Gaspar de Aguilar, Guillén de Castro, Carlos Boyl, e Ricardo de Turia. Com eles, ele refinou a sua abordagem à escrita teatral violando a ação de união e tecendo dois enredos juntos numa só peça, uma técnica conhecida como imbróglio.
Em 1590, no final do seu exílio de dois anos, ele mudou-se para Toledo para servir Francisco de Ribera Barroso, que mais tarde se tornou o 2º Marquês de Malpica, e, um tempo mais tarde, Antonio Álvarez de Toledo, 5º Duque de Alba. Nesta nomeação posterior ele tornou-se cavalheiro do bedchamber da corte ducal da Casa de Alba, onde viveu de 1592 a 1595. Aqui ele leu o trabalho de Juan del Encina, do qual ele melhorou a personagem de donaire, aperfeiçoando ainda mais a sua fórmula dramática. No outuno de 1564, Isabel de Urbina morreu de complicações pós-parto. Foi durante esta época que escreveu o seu romance pastoral La Arcadia, que incluía vários poemas e era baseado na casa do Duque em Alba de Tormes.

### Retorno a Castela

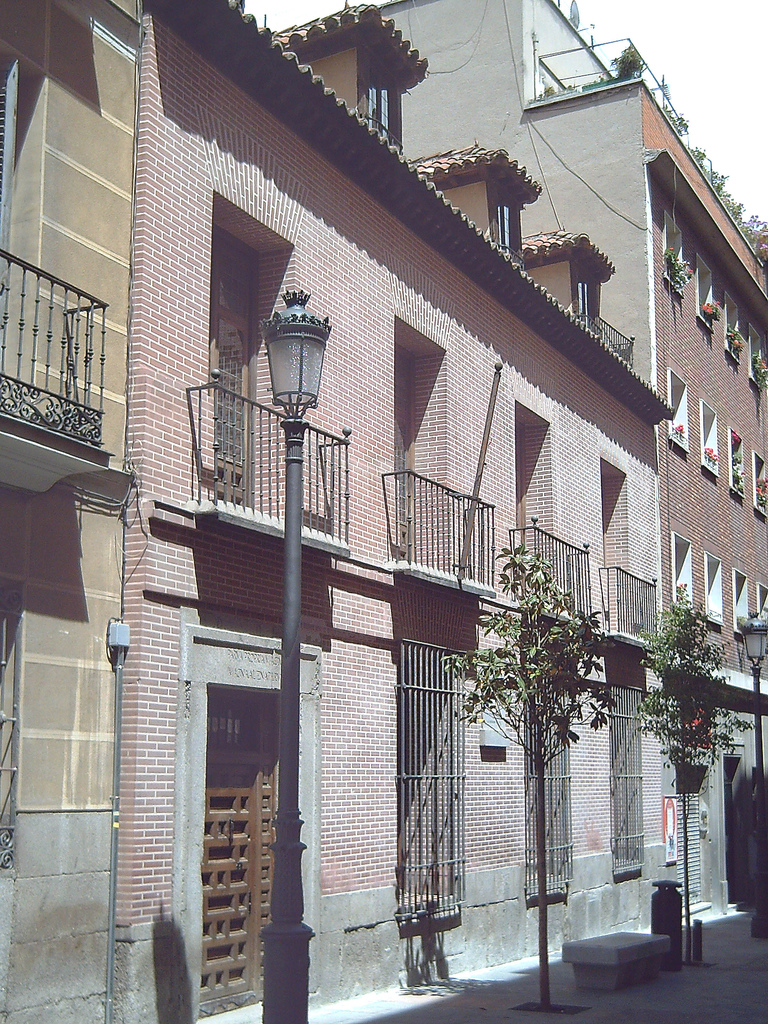
Casa de Lope em Madrid (1610–1635)

Em 1595, seguido da morte de Isabel, ele deixou o serviço do Duque e – tendo oito anos passado – voltou a Madrid. Houve outros casos amorosos e outros escândalos: Antonia Trillo de Armenta, que lhe deu outro processo, e Micaela de Luján, uma atriz analfabeta mas bonita, que inspirou uma rica série de sonetos, dando-lhe quatro filhos e foi a sua amante até 1608. Em 1598, casou com Juana de Guardo, a filha de um talhante rico. No entanto, os seus encontros com outras – incluindo Micaela – continuaram.
No século 17 a produção literária de Lope chegou ao seu pico. De 1607 ele também trabalhava como secretário, mas não sem vários trabalhos adicionais, pelo Duque de Sessa. Uma vez que a década tinha acabado, no entanto, a sua situação pessoal um rumo para pior. O seu filho preferido, Carlos Félix (por Juana), morreu e, em 1612, Juana morreu durante o parto. Depois da perda do filho e da mulher, Lope convocou o resto dos seus filhos ainda vivos sob o mesmo teto para se dedicar ao Cristianismo. A sua escrita no inícios de 1610s também assumiu influências religiosas mais pesadas, e em 1614, ele juntou-se ao sacerdócio. A toma de ordens santas não o impediu os seus namoricos românticos, ele fornecia ao seu empregador o duque com várias companhias femininas. A relação mais notável e longa de Lope foi com Marta de Nevares, que o conheceu em 1616 e iria ficar com ela até à morte em 1632.

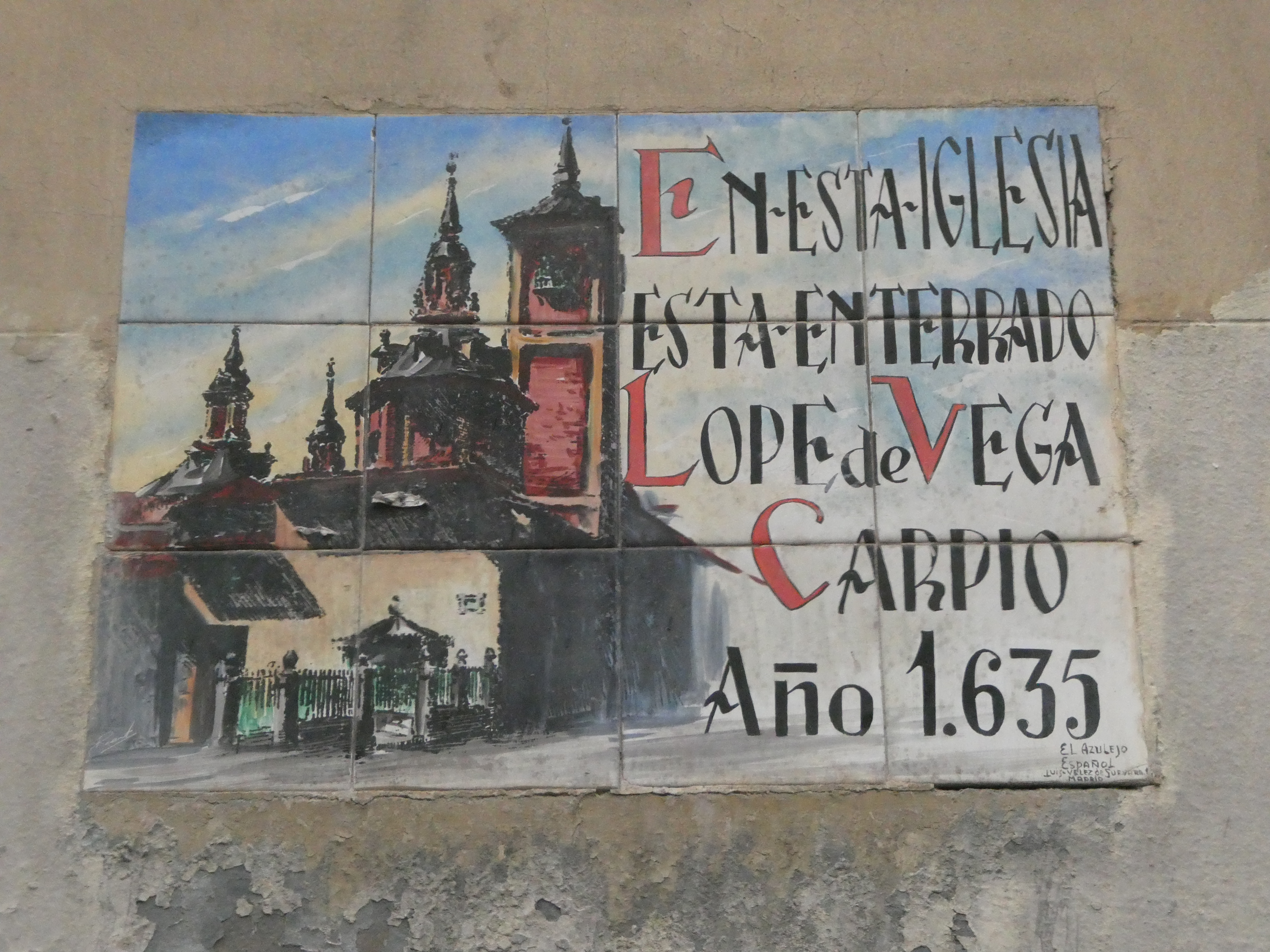
Placa na Igreja de São Sebastião, Madrid marcando o enterro de Vega.

Mais tragédias se seguiram em 1635 com a perda de Lope, o seu filho por Micaela e um poeta digno, um naufrágio na costa da Venezuela, e o rapto e subsequente abandono da sua querida filha mais nova Antonia. Lope de Vega foi para a sua cama e morreu de febre escarlate, em Madrid, a 27 de agosto desse ano. Foi enterrado na Igreja de São Sebastião (Madrid).
Os ossos do escritor foram atirados para uma vala comum localizada sob o altar, onde se misturaram com os da Marta de Nevares e os do dramaturgo mexicano Juan Ruiz de Alarcón, um dos seus maiores rivais.

### Sacerdócio

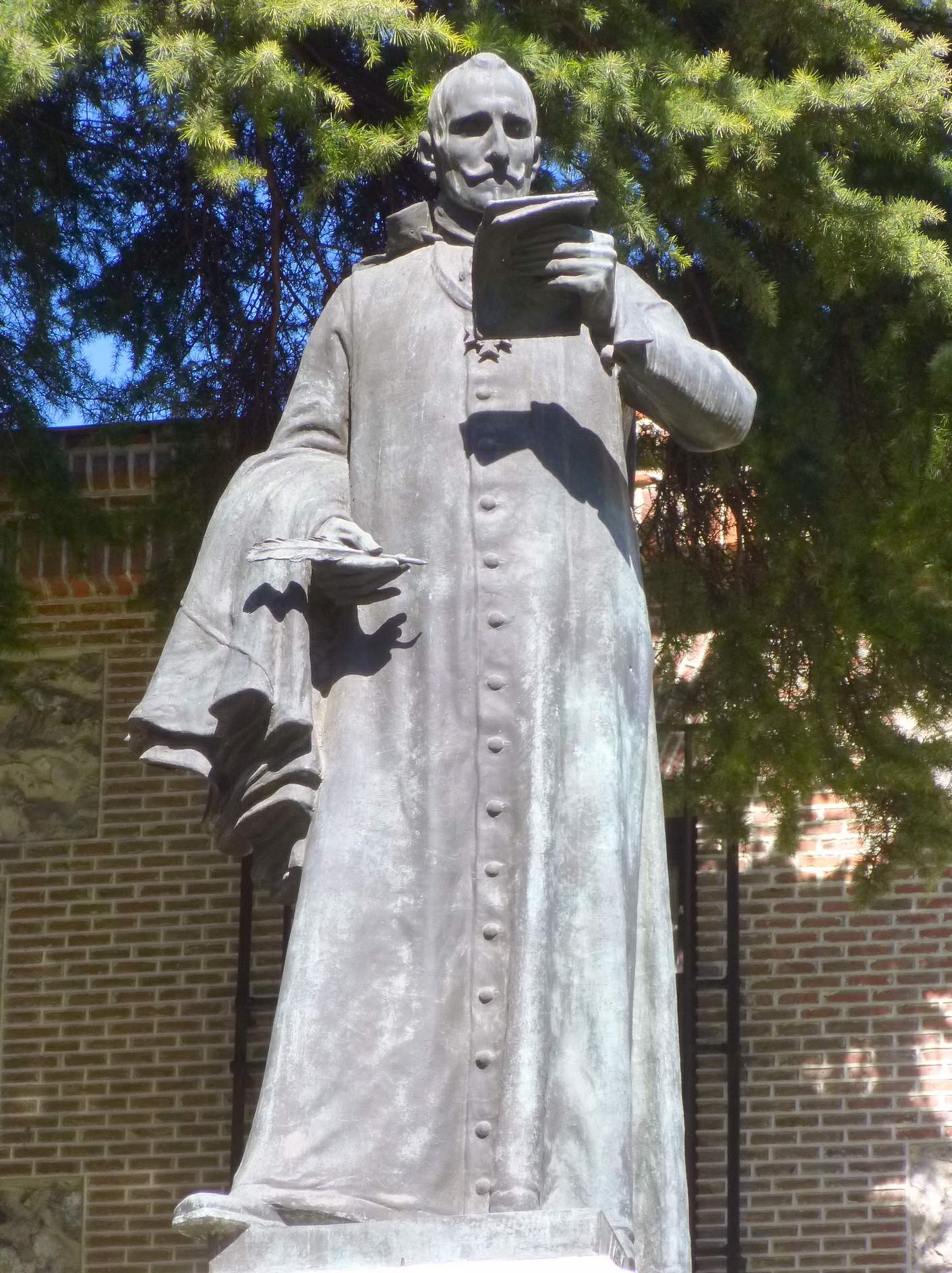
Lope de Vega vestido de batina. (Madrid, 1902)

O período de vida que caracteriza ordenação sacerdotal de Lope de Vega foi uma das crises existenciais profundas, talvez impulsionada pela morte de parentes próximos. A esta inspiração respondem as suas Rimas Sacras e vários trabalhos devotos que começou a compor, como também o tom meditativo e filosófico que aparece nos seus últimos versos. Na noite de 19 de dezembro de 1611, o escritor era vítima de uma tentativa de assassinato da qual mal pode escapar. Juana de Guardo sofreu doenças frequentes e em 1612 Carlos Féliz morreu de febres. A 13 de agosto do ano seguinte, Juana de Guardo morreu enquanto dava luz a Feliciana. Tantas outros infortúnios afetaram Lope emocionalmente, e a 24 de maio de 1614, ele finalmente decidiu ser ordenado padre.
A expressão literária desta crise e os seus arrependimentos são as Rimas Sacras, publicadas em 1614; lá diz: "Se o corpo quer ser terra em terra/ a alma quer ser céu em céu", dualismo não redimido que constitui toda a sua essência. As Rimas Sacras constitui um livro ao mesmo tempo introspetivo nos sonetos (ele usa a técnica dos exercícios espirituais que aprendeu nos seus estudos com os Jesuítas) como devoro para os poemas dedicados aos diversos santos ou inspirados na iconografia sagrada, então em plena implantação graças às recomendações emanadas do Concílio de Trento.
Em 1627 foi admitido como cavaleiro da Ordem de Malta. Isto foi uma grande honra para ele pois ele sempre teve interesse nas ordens de cavalaria. Em 1603 ele publicou a peça El valor de Malta sobre as batalhas marítimas da Ordem. No seu retrato por Eugenio Caxés, ele usa o hábito da Ordem de Malta.

## Obras

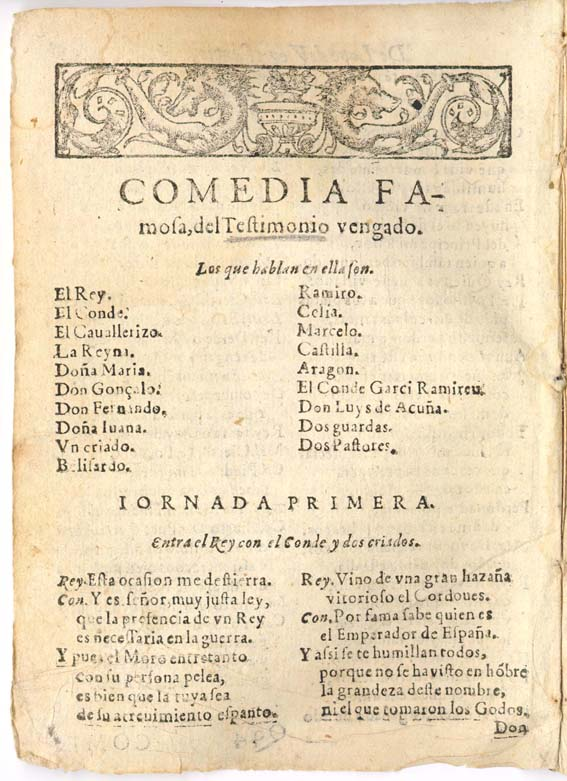
Página titular de El testimonio vengado

Os trabalhos não dramáticos de Lope foram recolhidos e publicados em Espanha no século dezoito sob o título Obras Sueltas (Madrid, 21 vols., 1776)79
- La Arcadia (1598), um romance pastoral;
- La Dragontea (1598), um poema épico da última expedição e morte de Sir Francis Drake
- El Isidro (1599), uma narrativa poética da vida de Santo Isidoro, futuro santo padroeiro de Madrid, composta em quintilhas octosilábicas;
- La Hermosura de Angélica (1602), um poema épico em três livros, é uma quase sequela do Orlando Furioso de Ariosto.

Lope de Vega foi um dos maiores poetas espanhóis do seu tempo, junto com Luis de Góngora y Argote e Francisco de Quevedo. Os seus poemas de temas mouros e pastorais eram extremamente populares nos anos 1580s e 1590s, e nestes, ele retratou elementos dos seus próprios casos amorosos (aparecendo como um mouro chamado Zaide ou um pastor chamado Belardo). Em 1602, ele publicou duzentos sonetos na coleção La Hermosura de Angélica e em 1604 republicou-os com novo material em Rimas. Em 1614, os seus sonetos religiosos apareceram num livro intitulado Rimas Sacras, que foi outro bestseller. Em 1634, num terceiro livro com um título semelhante, Rimas humanas y divinas del licenciado Tomé de Burguillos, que foi considerado a sua obra prima poética e o livro mais moderno da poesia do século 17, Lope criou um heterónimo, ele concluiu a identidade de Tomé de Burguillos, que tem uma conexão romântica profunda e íntima com uma criada chamada Juana. Isto é uma comparação direta e conflito com a visão cética de Lope da sociedade.

### Histórico
Lope era o dramaturgo que estabeleceu no drama espanhol a comedia de três atos como a forma definitiva, ignorando os preceitos da escola prevalecente dos seus contemporâneos. Em Arte nuevo de hacer comedias en este tiempo (1609), que foi o seu manifesto artístico e a justificação do seu estilo que quebrou as três unidades neoclássica de lugar, tempo e ação, ele mostrou que ele sabia as regras estabelecidas de poesias mas recusou seguir-las pois o espanhol "vulgar" não queria saber delas: "Deixa-nos então falar com ele em linguagem de tolos, visto que é ele que nos paga" são frases famosas do seu manifesto.
Lope gabava-se que era um espanhol pur sang (sangue puro), mantendo que o negócio de um escritor era escrever para se fazer entender, e ficou com a posição de defensor da linguagem da vida comum.
A influência literária de Lope era principalmente Latim-Italiana e, enquanto ele defendia a tradição da nação e a simplicidade do antigo castelhano, ele deu ênfase na sua educação universitária e a diferença entre os educados nos clássicos e o leigo.
A maioria dos seus trabalhos eram escritos à pressa e para mandar. Lope confessou que "mais de cem das suas comédias só levaram vinte e quatro horas para passar das Musas para o conselho do teatro. O seu biógrafo Pérez de Montalbán fala como em Toledo, Lope compôs quinze atos em tantos dias – cinco comédias em duas semanas.
Apesar de algumas discrepâncias nos números, os próprios registos de Lope indicam que por 1604 ele tinha composto 230 peças de três atos (comédias). O número subiu de 483 em 1609, para 800 em 1618, para 1000 em 1620, e para 1500 em 1632. Montalbán, na sua Fama Póstuma (1636) colocou o total de produções dramáticas de Lope em 1800 comedias e mais de 400 peças sacramentais mais curtas. Destas, 637 peças são conhecidas pelos seus títulos, mas apenas 450 sobreviveram. Muitas desta peças foram impressas durante a vida de Lope, maioritariamente pelo dramaturgo na forma de doze volumes mas também por vendedores de livros que sorrateiramente compraram manuscritos dos atores que as atuavam.

### Temas e fontes
A classificação desta grande massa de literatura dramática é uma tarefa de grande dificuldade. Os termos tradicionalmente usados – comédia, tragédia e do tipo – são difíceis de aplicar à obra de Lope e outra abordagem para categorização foi sugerida. O trabalho de Lope essencialmente pertence ao drama de intriga, o enredo determinando todo o resto. Lope usou história, especialmente história espanhola, como a sua fonte principal do tópico em questão. Haviam poucos temas nacionais e patrióticos, do reinado do rei Pelágio à história da sua própria idade, que ele não pusesse em palco. De qualquer modo, as peças mais celebradas de Lope fazem parte de uma classe chamada capa y espada, onde os enredos eram principalmente intrigas de amor junto com casos de honra, mais comummente envolvendo a pequena nobreza da Espanha medieval.
Entre as obras mais conhecidas desta classe estão El perro del hortelano, El castigo sin venganza, e El Maestro de danzar.
Em alguns destes, Lope procura estabelecer alguma máxima moral e para ilustrar o seu abuso com um exemplo vivo. No tema que a pobreza não é crime, na obra Las Flores de Don Juan, ele usa a história de dois irmãos para ilustrar o triunfo da pobreza virtuosa sobre o vício opulento, enquanto indiretamente atacando a instituição da primogenitura, que frequentemente coloca nas mãos de uma pessoa que não merece a honra e substância de uma família quando membros mais novos estariam mais bens qualificados para a confiança. No entanto, tal peças de moralidade são raras no repertório de Lope; geralmente, o seu objetivo é entreter e mexer com o seu foco estando no enredo, não se preocupando com instrução.
Em El villano en su rincón, descrito como uma comédia romântica, Francisco I de França acaba por passar a noite numa barraca de um cortador de lenha, depois de se perder durante uma caça, resultando num confronto entre um filósofo-camponês e o rei. A recusa do camponês a sequer olhar para a magnificência do rei, grande e dramática comparada ao rincón humilde, é repreendida por um senhor da corte do rei: "um rei de tal poder/que o cita e o feroz turco/tremem diante da sua flor de lis dourada!"

### Legado
Lope encontrou uma tradição dramática pouco organizada; peças por vezes compostas em quatro atos, por vezes em três, e embora ela fossem escritas em verse, a estrutura da versificação foi deixada para o escritor individual. Porque o público espanhol gostava, ele adotou o estilo de drama que estava então em moda. Ele alargou a sua estrutura estreita a um grande grau, introduzindo uma grande gama de material para situações dramáticas – a Bíblia, mitologia antiga, as vidas dos santos, história antiga, história espanhola, as lendas da Idade Média, a escrita de romancistas italianos, eventos atuais, e vida quotidiana espanhola no século 17. Antes de Lope, dramaturgos esboçavam as condições das pessoas e das suas personagens superficialmente. Com observação mais completa e descrição mais cuidada, Lope de Vega retratava tipos de personagens reais com linguagem e equipamentos apropriados para a sua posição na sociedade. A comédia antiga era estranha e pobre na sua versificação. Lope apresentou ordem em todas as formas de poesia nacional, dos antigos dísticos de romance ás combinações líricas emprestadas de Itália. Ele escreveu que aqueles que viriam depois dele só tinham que seguir o caminho que ele abriu.
Lope de Vega encontrou outros poetas que não estavam impressionados com as suas descobertas e tentaram difamar a sua escrita. O poeta espanhol Pedro de Torres Rámila escreveu os seus pensamentos sobre Lope na sua sátira em latim Spongia (Paris, 1617). Torres escreveu ataques pessoais ás peças sacramentais e tentou escandalizar o seu nome e reputação. Esta tentativa deu errado para Torres devido à grande parte das resposta negativas que Spongia recebeu do público depois do seu lançamento. Estudiosos e poetas defenderam Lope de Vega e escreveram vários contra-argumentos contra Spongia direcionadas a Torres, como o Exposulatio Spongiae de Juan Rodríguez de Fonseca.

## Lista de obras

### Peças de teatro
Listadas aqui estão as peças mais conhecidas de Vega:
- El maestro de danzar (1594)
- Los locos de Valencia
- El acero de Madrid
- El perro de Hortelano
- La viuda valenciana
- Peribáñez y el comendador de Ocaña
- Fuenteovejuna
- El anzuelo de Fenisa
- El cordobés valeroso Pedro Carbonero
- Mujeres y criados
- El mejor alcalde, el Rey
- El Nuevo Mundo descubierto por Cristóbal Colón
- El caballero de Olmedo
- La dama boba
- El amor enamorado
- El castigo sin venganza
- Las bizarrías de Belisa
- El mayordomo de la duquesa de Amalfi
- Lo Fingido Verdadero
- El niño inocente de La Guardia
- La fe rompida
- El Honrado Hermano

Em 1606, Lope de Vega publica sua obra "Arte Nuevo de Hacer Comedias" e aponta alguns princípios básicos da produção teatral de sua época (teatro barroco espanhol):
- Divisão da obra em três atos: apresentação da trama; desenvolvimento; e desenlace.
- Ruptura da unidade de ação: várias linhas de enredo correm paralelas.
- Mistura do trágico com o cômico.[20]
- Ruptura das unidades clássicas de tempo e lugar.
- Composição em versos.[21]

Em janeiro de 2023, um trabalho anónimo na coleção da Biblioteca Nacional da Espanha, La francesa Laura, foi identificado com a ajuda de inteligência artificial como outra comédia de Lope de Vega. A comédia foi classificada como uma obra tardia de Lope de Vega e é datada de 1628 a 1630, pois o seu tratamento lisonjeiro de França pode ser atribuído à boa relação momentânea entre Espanha e França durante a Guerra dos Trinta Anos, tendo Inglaterra como o inimigo comum. Investigações posteriores por historiadores literários confirmam a descoberta da inteligência artificial.

### Ópera
- La selva sin amor (18 de dezembro de 1627), a primeira ópera espanhola, com música de Alessandro Piccinini.[23]

### Poemas épicos e poesia lírica
- La Dragontea (1598)
- El Isidro (1599)
- La hermosura de Angélica (1602)
- Rimas (1602)
- Arte nuevo de hacer comedias (1609)
- Jerusalén conquistada (1609)
- Rimas sacras (1614)
- La Filomena (1621)
- La Circe (1624)
- El laurel de Apolo (1630)
- La Gatomaquia (1634)
- Rimas humanas y divinas del licenciado Tomé de Burguillos (1634)

### Prosa de ficção
- Arcadia (publicado em 1598), romance pastoral em prosa, intercalado com verso
- El peregrino en su patria (publicado em 1604), adaptação de romances bizantinos
- Pastores de Belen: prosas y versos divinos (publicado em 1614)
- Novelas a Marcia Leonarda
  - Las fortunas de Diana (publicado em 1621)
  - La desdicha por la honra (publicado em 1624)
  - La más prudente venganza (publicado em 1624)
  - Guzmán el Bravo (publicado em 1624)
- La Dorotea (publicado em 1632)

## Na cultura popular
No romance de história alternativa de Harry Turtledove, Britânia Conquistada, no qual a Armada Espanhola foi bem sucedida, Vega é retratado como um dramaturgo-soldado espanhol em ocupação de funções na Inglaterra derrotada, que interage com William Shakespeare. O ponto de vista de narração do romance alterna entre os dois dramaturgos.
Em 2010 espanhol baseado na vida do poeta e dramaturgo foi criado, entitulado Lope.
Vega é representado pelo ator Víctor Clavijo na série televisiva El Ministerio del Tiempo. Na sua primeira participação ele fez de Vega em 1588, na véspera da Armada Espanhola, enquanto que no segundo episódio fez de Vega em 1604.

## Tributo
Um município em Samar do Norte nas Filipinas foi nomeado após Vega, criado em 1980 dos 22 barangays de Catarman.
Uma rua no distrito de Santa Cruz da Cidade de Manila, Filipinas também o nome do dramaturgo.

A 25 de novembro de 2017, o Google celebrou o 455º aniversário de Lope com um Doodle do Google.